# 게임 소설
게임 소설은 온라인 게임의 영향을 받아 탄생한 한국의 장르문학이다. 게임과 판타지, 무협소설이 결합되거나 변화하여 나타난 장르이기도 하며, 현실 혹은 근 미래에 기반 한 채로 게임 세계의 이야기를 펼치는 이중전개적 면모와, 게임을 배경으로 하는 장르 특성상 게임이라는 소스에 기대어 다양한 세계관과 이야기를 자유롭게 구현할 수 있다는 특징이 있다. 한편 게임소설은 가상현실이라는 기술의 전제로서 주로 근미래에 가까운 생활상을 바탕으로 한다.

## 한국 게임소설의 전개
대한민국 게임소설의 시작을 알린 것은 PC통신상에서 연재되다 1999년 경에 출간된 김민영의 스릴러 소설 《옥스타칼니스의 아이들(1999)》이다.
하지만 당대에 그리 크지 않았던 게임에 대한 관심, 작품의 흥행실패등으로 인하여 게임소설계의 시작의 의미 외에 크나큰 영향을 주지 못하였다.
그렇기에, 게임 소설의 본격적인 시작은 pc통신 이래로 다가온 인터넷의 발달아래의 온라인게임의 발달로 여겨진다. pc통신의 시대 이후 다가온 온라인게임의 발달은 10대와 20대가 게임소설에 좀 더 익숙하고 수월하게 접촉할 수 있는 환경이 구성되는데 영향을 끼쳤고, 연고로 게임소설장르가 이전보다 활발히 퍼져나가는데 기여한다.
무엇보다 게임소설의 기반은 게임이기에, 게임 캐릭터의 시점에서 서술하는 일은 온라인 게임을 즐기는 사람들에겐 더없이 익숙한 설정이고, 실제 소설을 읽으면서도 게임과 비슷한 진행방식을 보이기에 거부감이 많이 들지 않는다는점, 실제 게임에서 행하지 못했던 일을 행한다는데에서 대리만족을 느낀다는 점이 영향을 끼친다.

## 같이 보기
- 무협
- 판타지
- 판타지 소설
- 가상현실
- 게임
- SF
- SF 소설
- 한국 장르작가 목록
- 분류:게임 소설